# María Lagunes
María Lagunes (Angostillo, 22 luglio 1922 – Angostillo, 3 ottobre 2024) è stata una scultrice messicana.

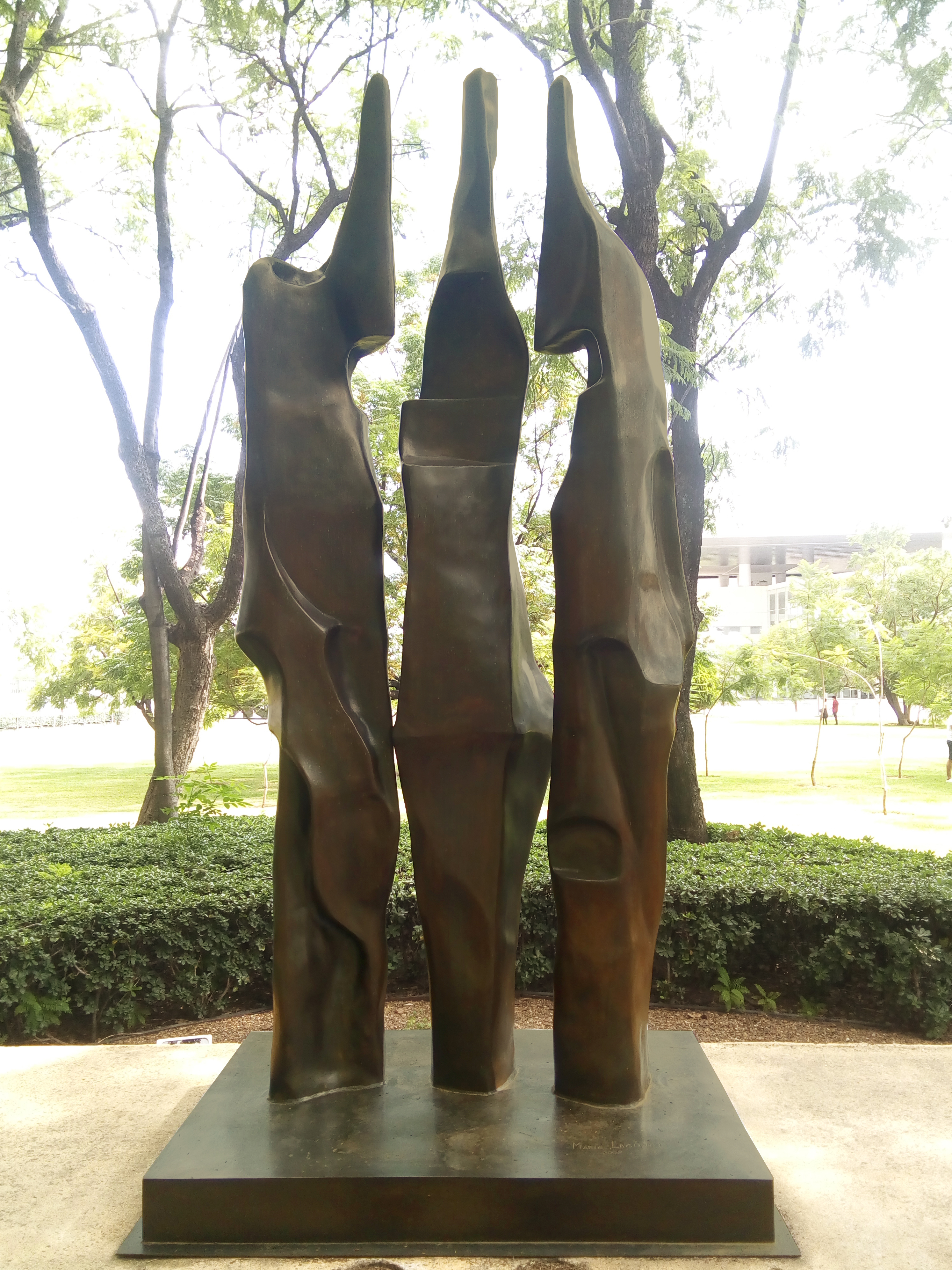
Protagonisti in fiamme, 2007, bronzo

Le sue opere figurano in numerose collezioni pubbliche e private europee e americane. 
Pur aderendo alle correnti artistiche di avanguardia coltivò sin dagli esordi nei primi anni sessanta, uno stile personale che l'ha portata a discostarsi dalle manifestazioni più note dell'arte messicana. La sua elaborazione scultorea percorse la strada dell'astrazione a partire da forme organiche, senza distaccarsi completamente dalla realtà.

## Biografia
Iniziò la sua formazione a Veracruz come designer d'interni, per poi studiare pittura, scultura e diverse tecniche di incisione presso la Scuola di Belle Arti della stessa città. Nel 1958 proseguì la sua formazione presso il Centro Superiore di Arti Applicate della Ciudadela, a Città del Messico. In quegli anni imparò anche a suonare la chitarra classica.
Dopo aver tenuto la sua prima mostra nel 1965 all'Institut Français de l'Amérique Latine di Città del Messico, ricevette nel 1966 una borsa di studio dal governo francese che le permise di entrare in contatto col relativo ambiente culturale. Si trasferì quindi a Parigi per studiare con André Bloc l'integrazione della scultura con l'architettura e l'urbanistica. Approfittò del soggiorno per approfondire gli studi sulla scultura e lavorare con creatori come Ossip Zadkine.
Il suo legame con l'Europa continuò per tutta la sua carriera: ricevette il primo invito ad esporre al Musée d'art moderne de la Ville de Paris nel 1973 e partecipò al Grand Prix d'art Contemporain di Lione nel 1975, oltre ad essere nominata "Accademica Corrispondente" dell'Accademia Greci-Marino di Vercelli nel 1999. Ottenne numerosi premi e riconoscimenti in Francia, Italia e Belgio.
Dal 1969 al 2005 María Lagunes insegnò Disegno e Forme scultoree presso la Facoltà di Architettura dell'Università nazionale autonoma del Messico.
Nel 2020 fu nominata Membro Corrispondente dell'Accademia delle Arti (Messico).
È morta il 3 ottobre 2024, all'età di 102 anni.

## Stile
Sin dalla prima mostra personale, nel 1965, il tema della città e dell'uomo ha pervaso la sua opera, insieme a una ricerca mirata alla realizzazione di forme piene alternate a vuoti che permettono di attraversare con lo sguardo l'opera in tutte le direzioni. Degli anni Sessanta sono le "Famiglie", le "Coppie", alcuni ritratti quali quelli dell'architetto Enrique Segarra e del poeta spagnolo León Felipe, in bronzo patinato.
A partire dagli anni settanta, forme geometriche articolate in volumi compositi avviano una nuova ricerca che culmina in sculture urbane come il monumento alla scrittrice messicana Rosario Castellanos o la "Señal" di Torre Lomas, entrambe nella capitale messicana. Accanto alle opere monumentali, viene realizzata la serie "Schemi", in bronzo lucido.
Dal 2000, con l'uso dell'acciaio, aprì una nuova strada di sperimentazione: lamiere piegate formano volumi virtuali, potenzialmente abitabili e sempre più architettonici. La ricerca di permeabilità delle opere, sia fisica che visiva, resta però la principale caratteristica della sua opera.

## Opere principali
- Mutazione, 1997
- Protagonisti in fiamme, 2007
- Forme nello spazio, 2015

## María Lagunes nei musei
- Museo d'arte moderna, Città del Messico
- Consiglio Nazionale per la Cultura e le Arti, Città del Messico
- Lauren Rogers Museum of Art, Laurel
- General Motors Collection of Mexican Art, Washington
- Museo Fernando García Ponce, Mérida
- Museo de Valladolid
- Ospedale Reale, Granada

## Mostre ed esposizioni
Tra le mostre più significative si contano quelle organizzate dall'Institut Français d'Amérique Latine di Città del Messico (1965, 1969, 1981), che hanno avvicinato María Lagunes all'ambiente artistico parigino. Tra il 1969 e il 1989, le sue opere sono state più volte esposte presso la Galería de Arte Misrachi, sempre a Città del Messico, mentre nella provincia messicana, la Casa de la Cultura de Morelia (1981), la Galería El Ágora di Xalapa (1982) e l'Instituto Veracruzano de Cultura di Veracruz (1989) hanno presentato mostre retrospettive.
Dal 1991 Lagunes ha esposto prevalentemente a Parigi, dapprima presso la Galerie Sculptures, (1991, 1995, 1997, 2000) e dal 2003 presso la Galerie Jean-Luc Méchiche. Nel 2000 è stata organizzata una mostra itinerante in Italia con varie tappe tra cui Roma (Istituto Italo Latinoamericano), Conversano (Monastero di San Benedetto), e Ravello (Villa Rufolo). Nel 2001, la Serra Grande del Giardino Inglese della Reggia di Caserta ha accolto una selezione di sculture di grande formato, oltre a una serie di disegni. Contemporaneamente, la Montserrat Gallery di New York presentava una serie di piccoli bronzi nello spazio di SoHo. Nel 2004, le opere di Lagunes sono state esposte al Museo Macay di Mérida (Messico), presso il quattrocentesco Colegio de Santa Cruz di Valladolid (Spagna); e presso l'Hospital Real di Granada (Spagna). Ha altresì partecipato a numerose esposizioni collettive in musei europei e americani.

## Premi e riconoscimenti
- 1966 Terzo premio nel Salón de pintores veracruzanos, concesso per l'opera “Ciudad n. 6”, Veracruz
- 1976 Primo premio nel concorso per la realizzazione del monumento urbano dedicato alla scrittrice messicana Rosario Castellanos, Bosque de Chapultepec, promosso dal Comune di Città del Messico
- 1980 Targa e Medaglia d'oro nella II Biennale Internazionale della Pietra, concessa all'opera “Señal”, Città di Marino, Italia; Primo premio nel concorso per il disegno del trofeo “Acies”, promosso da Hylsa, Grupo industrial Alfa, Monterrey
- 1981 Medaglia d'argento per l'attività accademica svolta presso la Facoltà di Architettura, Universidad Nacional Autónoma de México; Medaglia d'argento in occasione del Bicentenario dell'Accademia di San Carlo, Città del Messico; Diploma nel Salon International d'Art, Littérature et Musique ANLAM, Francia
- 1982 primo premio Artista straniero, Sezione arte astratta nel Salon International Palais de Beaux Arts, Nancy, France e Charleroi, Belgique
- 1984 Primo premio nel concorso di scultura urbana “Torre Lomas”, Città del Messico; Diploma d'onore e Targa aurea di scultura nella XXI Rassegna internazionale di pittura, scultura e grafica, Centro artistico culturale internazionale Giulio Rodino, Napoli
- 1999 Nominata accademica corrispondente dell'Accademia Greci-Marino di Vercelli
- 2001 Primo premio nel concorso per il disegno del trofeo “Canacero”, Cámara Nacional de la Industria del Hierro y del Acero, Messico
- 2005 Primo premio nel concorso per il restauro del Teatro romano di Spoleto (con Francesco Cellini e María Margarita Segarra)

### Libri
- Lily Kassner, María Lagunes, Instituto Veracruzano de Cultura, Veracruz 1989.

### Cataloghi di mostre in Gallerie e Musei
- Réflexions, Galerie Sculptures, Paris 1991
- Vibration de signes, Galerie Sculptures, Paris 1995
- Connotations, Galerie Sculptures, Paris 1997
- Metafore nel tempo, Roma 2000
- Forme in divenire, Gangemi editore, Roma 2001
- Transparencia de sombras, Universidad de Valladolid, Valladolid 2004
- Movimientos cíclicos, Universidad de Granada, Granada 2004

### Altre pubblicazioni
- Texas Quarterly-Image of México, The University of Texas, Austin 1969
- Artistas Plásticos de México, Ediciones G. D. A., México 1975
- Who's who in American Art, The Jaques Cattel Press - Bowker Company, New York - London 1973, ried. 1976 e ried. 1980
- International Who's who in Art, Melrose Press LTD, Cambridge 1976
- Mario Monteforte Toledo, Las Piedras vivas, Universidad Nacional Autónoma de México, México 1979
- Annuaire de l'Art International, Sermadiras, Parigi 1980-1981
- Anuario Latinoamericano de las Artes Plásticas, Correo Editorial, Buenos Aires 1981
- Lily Kassner, Diccionario de escultura mexicana del siglo XX, Universidad Nacional Autónoma de México, México 1983
- Prestige de la peinture et de la sculpture d'aujourd'hui dans le monde, Editions Art et Images du Monde, Parigi 1992
- Who's who in International Art, Losanna 1993
- v. María Lagunes, Enciclopedia Britannica, México 1995
- Lily Kassner, Diccionario de escultura mexicana del siglo XX, 2a. ed., Consejo Nacional para la Cultura y las Artes, México 1997
- Who's who in International Art 1998-99, Losanna 1998
- Escultura Mexicana de la Academia a la Instalación, Consejo Nacional para la Cultura y las Artes - INBA, México 2004
- Teatro [è] città. Programma di valorizzazione del Teatro romano di Spoleto, Spoleto 2005, pp. 22–27
- Identità dell'architettura italiana, Reggio Emilia 2005, pp. 38–39
- Aldo Aymonino - Valerio Paolo Mosco, Spazi pubblici contemporanei. Architettura a volume zero, Skira, Milano 2006, pp. 192–192.